# James Arnold Taylor
James Arnold Taylor (Santa Barbara, 22 luglio 1969) è un attore e doppiatore statunitense.

## Carriera
Taylor è conosciuto per aver prestato la voce al personaggio di Tidus nel videogioco Final Fantasy X, a Ratchet della serie Ratchet & Clank, e al personaggio di Obi-Wan Kenobi nelle serie Star Wars: Clone Wars, Star Wars: The Clone Wars (in cui doppia anche Plo Koon), Star Wars Rebels e nei videogiochi Star Wars: Battlefront II e Star Wars Episodio III: La vendetta dei Sith. Inoltre doppia il personaggio di Jack Sparrow nel videogioco Kingdom Hearts 2.
Ha lavorato in molti film d'animazione, come TMNT, Star Wars: The Clone Wars e Ratchet & Clank, anche in diversi videogiochi, come Star Wars: Battlefront II, Star Wars Episodio III: La vendetta dei Sith, Marvel: La Grande Alleanza, Ultimate Spider-Man e Final Fantasy X.

## Filmografia parziale
- Atlantis - Il ritorno di Milo (Atlantis: Milo's Return), regia di Victor Cook e Toby Shelton (2003)
- Animatrix (The Animatrix), regia di Peter Chung, Andy Jones, Yoshiaki Kawajiri, Takeshi Koike, Mahiro Maeda, Koji Morimoto, Shin'ichirō Watanabe (2003)
- Star Wars: Clone Wars - serie TV (2003-2005)
- TMNT, regia di Kevin Munroe (2007)
- Superman: Doomsday - Il giorno del giudizio (Superman: Doomsday), regia di Bruce Timm, Lauren Montgomery e Brandon Vietti (2007)
- Justice League: The New Frontier, regia di Dave Bullock (2008)
- Star Wars: The Clone Wars, regia di Dave Filoni (2008)
- Star Wars: The Clone Wars - serie TV (2008-2014, 2020)
- Lanterna Verde - I cavalieri di smeraldo (Green Lantern: Emerald Knights), regia di Christopher Berkeley, Lauren Montgomery e Jay Oliva (2011)
- Star Wars Rebels - serie TV, 1 episodio (2014)
- Ratchet & Clank, regia di Kevin Munroe (2016)
- Animal Crackers, regia di Scott Christian Sava, Tony Bancroft e Jaime Maestro (2017)
- Jurassic World - Nuove avventure (Jurassic World Camp Cretaceous) - serie TV, 1 episodio (2020)

### Videogiochi
- Ratchet & Clank: Rift Apart

## Doppiatori italiani
Da doppiatore è stato sostituito da:
- Alessandro Rigotti in Ratchet & Clank: Rift Apart [1]